# Старицька-Черняхівська Людмила Михайлівна
Людми́ла Миха́йлівна Стари́цька, у шлюбі Старицька-Черняхі́вська (нар. 29 серпня (10 вересня) 1868, Київ — 1941) — українська письменниця (поетеса, драматургиня, прозаїкиня, перекладачка, мемуаристка), громадська діячка українського жіночого руху. Жертва сталінського терору.
Донька Михайла Старицького, племінниця Миколи Лисенка, сестра Оксани Стешенко і Марії Старицької, дружина Олександра Черняхівського, мати Вероніки Черняхівської.

## Життєпис

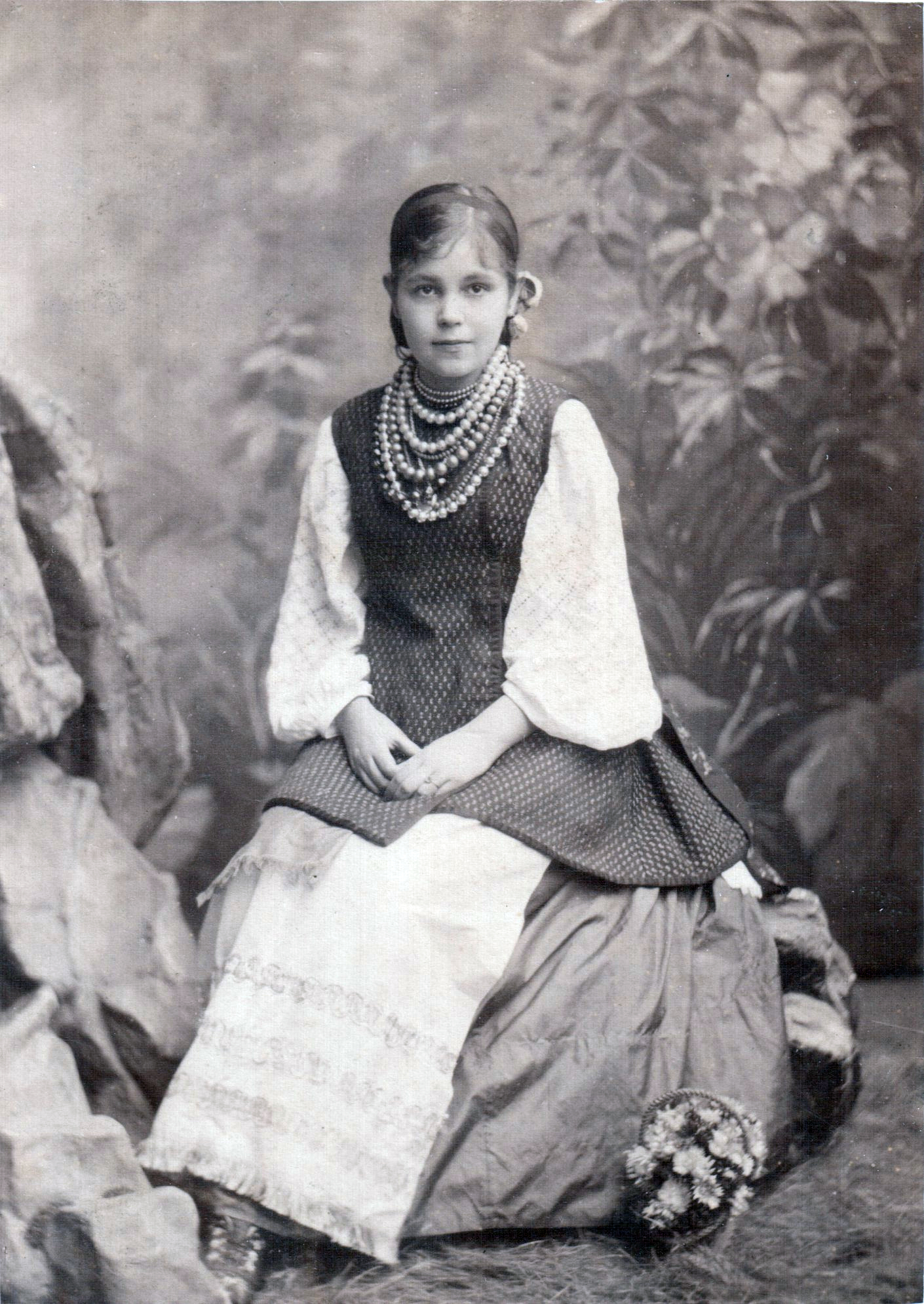
Людмила Старицька, 1882 р.

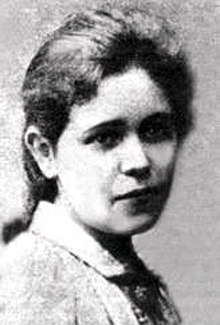
Людмила Старицька

Людмила Старицька. 1890-ті роки.

Народилася Людмила Старицька 29 серпня (10 вересня) 1868 в Києві в поміщицькій родині. Її батьками були письменник і громадський діяч Михайло Старицький та акторка й громадська діячка Софія Лисенко.
Про дитячі роки письменниця писала:«Наше покоління — виключне покоління: ми були першими українськими дітьми. Не тими дітьми, що виростають в селі, в рідній сфері стихійними українцями, — ми були дітьми городянськими, яких батьки виховували вперше серед ворожих обставин свідомими українцями із сповитку».
Навчалася в київській приватній гімназії Віри Ващенко-Захарченко. Гімназистки видавали рукописний журнал, до якого Людмила Старицька написала повість «За Україну» та сатиричні вірші про директорку та її чоловіка.
У 1888—1893 роках брала активну участь у роботі літературного гуртка «Плеяда».
У роки Першої світової війни брала активну участь у роботі Київського комітету для допомоги українцям-утікачам, працювала сестрою милосердя у шпиталі для поранених. Відвідала на засланні Михайла Грушевського.
У квітні 1917 року обрана до Української Центральної Ради.
У травні 1917 року брала участь у заснуванні Товариства (комітету) «Український національний театр», входила до його президії.
Як представниця Міністерства освіти 22 жовтня 1918 року виступила з промовою на урочистому відкритті Кам'янець-Подільського державного українського університету .

Старицька-Черняхівська з чоловіком Олександром та донькою Веронікою. Київ, 1925 р.

1919 року стала співзасновницею і заступницею голови Національної ради Українських жінок у Кам'янці-Подільському.
У 1920-тих роках працювала у Всеукраїнській академії наук.
Письменницю заарештовано 14 січня 1930 року і звинувачено в приналежності до так званої Спілки визволення України. Допити велися у в'язниці на Холодній Горі в Харкові.
Ось кілька витягів з власноручних свідчень Старицької-Черняхівської, датованих 27 січня 1930 року: «…На засіданні виступали з промовами Єфремов — він казав про загальну організацію українських суголосних сил і про організацію суголосних елементів селянства. Чехівський казав про політичне значення Української церкви, Гермайзе — про залучення до організації пролетаріату, Дурдуківський — про об'єднання учительства, розуміється, з відомою, вгорі зазначеною метою, я казала про роль інтелігенції і про необхідність поставити її на чолі організації. Але на цьому зібранні я не чула ні слова про організацію БУД і про назву СВУ, що нею було охрещено нову організацію. …З цього часу, себто з часу цих двох зібрань, організаційного зв'язку межи мною і рештою членів, обраних на першому засіданні, не було. Я стрічалася з ними яко з своїми добрими приятелями і на вечірках у себе, і в родині Єфремова, а не яко з членами організації, ні про які директиви я нічого не чула, в жодних організаційних зібраннях участи не брала. …Отже, тому що Україна, пригнічена 250-літнім пануванням російського царату, не надбала потрібних культурних вартостей, першим завданням, на мою думку, була й буде культурна праця. Особисто ж до мене я вважаю за краще в міру сил моїх і можливостей працювати на придбання Україні культурних вартостей, ніж бути статистом в непевній політичній організації».
Згідно з вироком особливого складу Верховного Суду УСРР від 19 квітня 1930 року, Старицьку-Черняхівську звинувачено в тому, що вона: «а) у період 1926—1929 років була членом центру СВУ і провадила керівну організаційну діяльність, згідно з програмою і завданням організації; б) здійснювала зв'язок центру СВУ з представниками деяких чужоземних капіталістичних держав…».

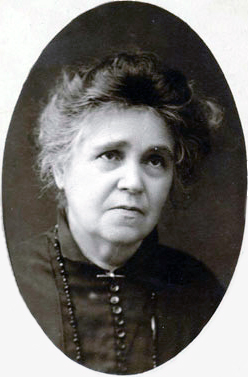
Людмила Старицька-Черняхівська, останні роки.

Письменницю засуджено до 5 років позбавлення волі з обмеженням у правах на 3 роки.
4 червня 1930 року Старицьку-Черняхівську звільнено з-під варти і строк замінено на умовний.
Після звільнення вислана до міста Сталіно (нині Донецьк). Займалась перекладацькою діяльністю.
У 1936—1941 роках жила із сестрою в будинку № 28 на вулиці Ярославів Вал у Києві.
20 липня 1941 року, коли під стінами Києва точилися бої з німцями, на квартирі в Людмили Михайлівни співробітники НКВС провели обшук, конфіскували паспорт і теку з листуванням. Разом із сестрою Оксаною Стешенко Старицьку-Черняхівську вивезли вантажівкою до Харкова. Тут її звинуватили в антирадянській діяльності та вивезли під конвоєм у телячому вагоні до Казахської РСР. Проте в дорозі 73-літня письменниця померла. Точна дата її смерті і місце поховання невідомі.
У серпні 1989 року Людмилу Старицьку разом з іншими учасниками «показового процесу СВУ» в Харкові посмертно реабілітував пленум Верховного Суду УРСР.

## Родина
По матері доводилась племінницею композитору Миколі Лисенку. Її чоловіком був Олександр Черняхівський.

## Творчість

Старицька-Черняхівська з Оленою Пчілкою та донькою Веронікою. 1927 р.

З дитинства почала віршувати, складати казки. З цього приводу Людмила Старицька-Черняхівська писала :
| «В наших обох родинах Старицьких і Косачів панував особливий літературний дух; тому, хто мав хоч іскру таланту, не писати тут було цілком неможливо. Тут завжде писали, розбирали твори, читали їх, видавали збірники і взагалі жили в осередку громадських і літературних інтересів. Як Ольга Петрівна, так і батько мій підтримували кожного, хто виявляв найменше бажання займатися літературою, розжеврювали найдрібнішу іскру таланту». |

### Драматичні твори

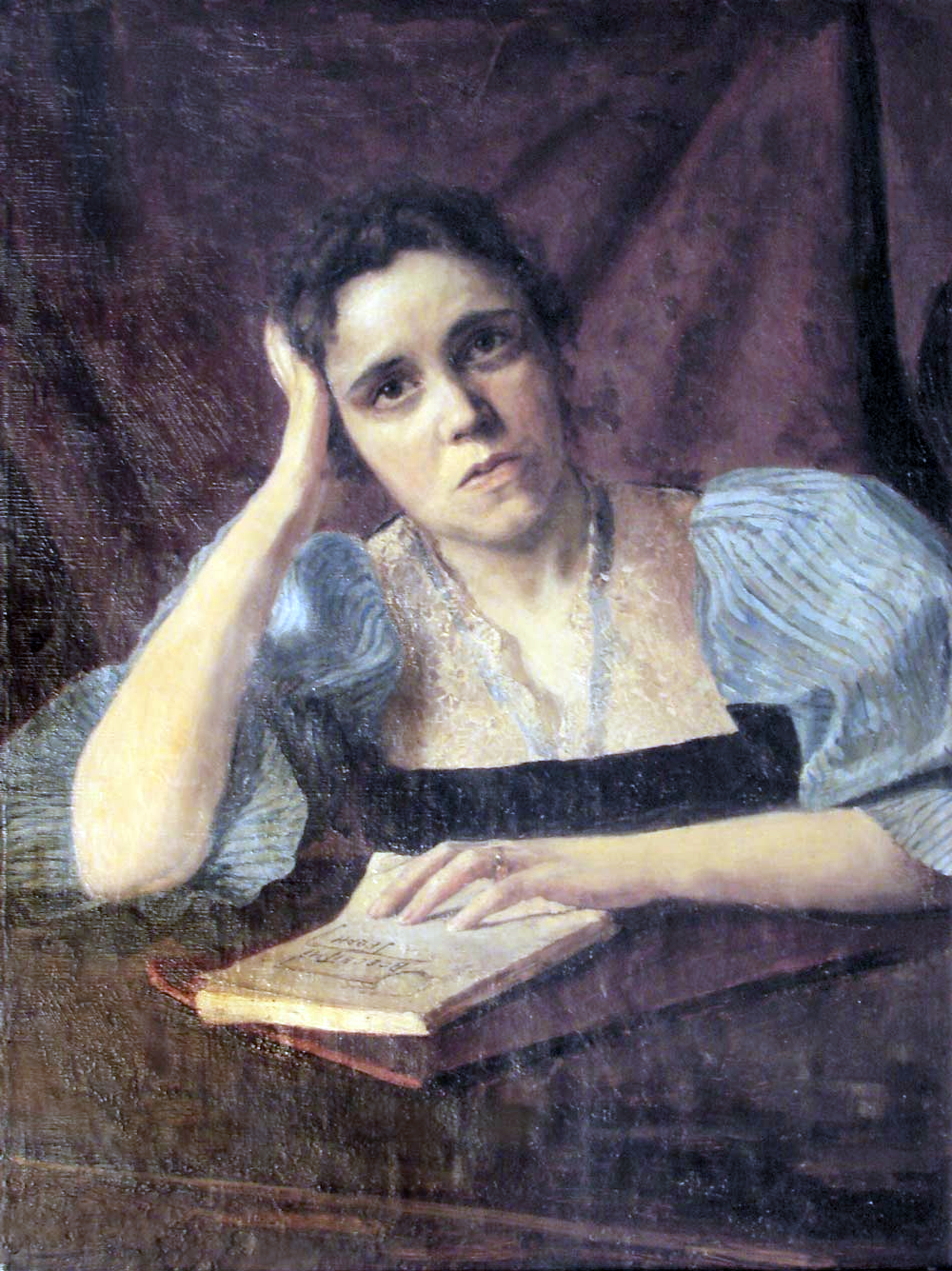
Портрет Людмили Старицької роботи Фотія Красицького (або невідомого художника), 1892 рік

- «Гетьман Петро Дорошенко» (1908)
- «Крила» (1913)
- «Останній сніп» (1917)
- «Розбійник Кармелюк» (1926)
- «Іван Мазепа» (1927)
- «Діамантовий перстень» (1929)
- «Напередодні» (1926)
- «Жага» (1925)
- «Гетьман Дорошенко Петро» (1918)

У радянський час драми на сцені не ставилися.

### Переклади
- лібрето «Орфей» К.-В.Глюка
- "Севільский цирульник" Дж. Россіні
- «Ріголетто» Дж. Верді
- «Аїда» Дж. Верді[7]
- «Фауст» Ш. Гуно
- «Чіо-чіо-Сан» Дж. Пуччіні
- «Золотий півник» Миколи Римського-Корсакова

### Мемуари
- «Двадцять п'ять років українського театру (Спогади та думки)» Ч. 1, — Ч. 2 (1907)
- «Хвилини життя Лесі Українки»
- «Спогади про М. В. Лисенка»
- «В. І. Самійленко (Пам'яті товариша)»

## Спадщина
2000 року у видавництві «Наукова думка» (Київ) у серії «Бібліотека української літератури» побачили світ «Вибрані твори» Людмили Старицької-Черняхівської. Цим самим уперше під одною палітуркою було зібрано різні за жанром твори письменниці — драматичні, прозові, поетичні, мемуарні. Упорядкував книгу, написав до неї вступну статтю та примітки письменник Юрій Хорунжий.
17 вересня 2002 року в Києві на засіданні спеціалізованої наукової ради у Національному педагогічному університеті імені Михайла Драгоманова Інна Петрівна Чернова захистила кандидатську дисертацію «Еволюція проблематики і поетики у драматургії Людмили Старицької-Черняхівської» (науковий керівник Володимир Федорович Погребенник). Це була перша спеціальна системна спроба дослідити драматургію Старицької-Черняхівської.
15 листопада 2018 року ім'ям Людмили Старицької-Черняхівської названо вулицю у Святошинському районі міста Києва.
В липні 2024 року вулиця Вершиніна у Кривому Розі перейменована на вулицю Людмили Старицької-Черняхівської.

## Аудіокниги
- Людмила Старицька-Черняхівська. "Сапфо" (уривок драматичної дії - останній монолог Сапфо): https://www.youtube.com/watch?v=zVDrNN7GNAg

## Твори в електронних бібілотеках
- Чтиво: https://chtyvo.org.ua/authors/starytska-cherniakhivska/
- Бібілотека української літератури: https://www.ukrlib.com.ua/books/author.php?id=353

## Відео
- Людмила Старицька-Черняхівська: феміністка і діячка Центральної Ради | Шалені авторки: https://www.youtube.com/watch?v=mQ-s6ll1nLc
- "ЛЮДИ ЕПОХИ: ЛЮДМИЛА СТАРИЦЬКА-ЧЕРНЯХІВСЬКА": https://www.youtube.com/watch?v=42bpy5ihXoo
- Історії сильних. Людмила Старицька-Черняхівська: https://www.youtube.com/watch?v=qFQhEO4JNYA